# Sant Valentí de Salarça
L'església de Sant Valentí de Salarça, o Sant Valentí de Salarsa, està situada al veïnat de Salarça (Beget), admnistrativament dins del terme municipal de Camprodon, al Ripollès, tot i que geogràficament pertany a la subcomarca natural de l'Alta Garrotxa. Està protegida com a bé cultural d'interès local.

## Descripció
Aquesta església està ubicada dalt d'un turonet que presideix tota la vall de Salarça. És una construcció romànica del segle xii, de planta petita amb volta de canó apuntada i absis semicircular al costat de llevant, amb cornisa i finestra central de línies senzilles. La porta d'accés primitiva és a migjorn i està formada per un arc de mig punt, actualment cegada. L'entrada actual es fa per la banda de ponent, on s'afegí al segle xvi o XVII un porxo amb teulat a dues aigües. Sobre aquesta façana oest s'assenta el campanar d'espadanya de dos ulls, amb campanes datades, respectivament, del 1733 i del 1761. al nord, adossada al mur del temple, hi ha l'escala de pedra que mena al campanar.

## Història
Consta que Sant Valentí de Salarça fou consagrat l'any 1168 per Ponç de Monells, bisbe de Tortosa i abat del monestir de Sant Joan de les Abadesses. Del segle xiv hi ha una citació de "Sancti Valentini de Arça", l'any 1362, depenent de la parròquia de Beget. En el decurs de l'any 1977 es van fer obres de restauració per tal d'evitar les humitats que amenaçaven la volta. Durant l'estiu de 2014 la Diputació de Girona hi va invertir 20.000 € per reforçar parets i teulada. L'ermita està situada en un turó de terrenys argilosos i és afectada pels moviments sísmics que de manera regular hi ha a la comarca.
El dissabte després a l'Ascensió, a la vigília de Pentacosta, se celebra l'Aplec i Festa de Salarça, amb una Paralitúrgia, benedicció de cavalls i cant dels Goigs, seguit de sardanes i arrossada popular.
El 7 d'abril de 2018 es van inaugurar unes noves obres de restauració per a, entre d'altres, evitar filtracions d'aigua a través del teulat i els fonaments, així com reforçar l'estructura malmesa pels terratrèmols.

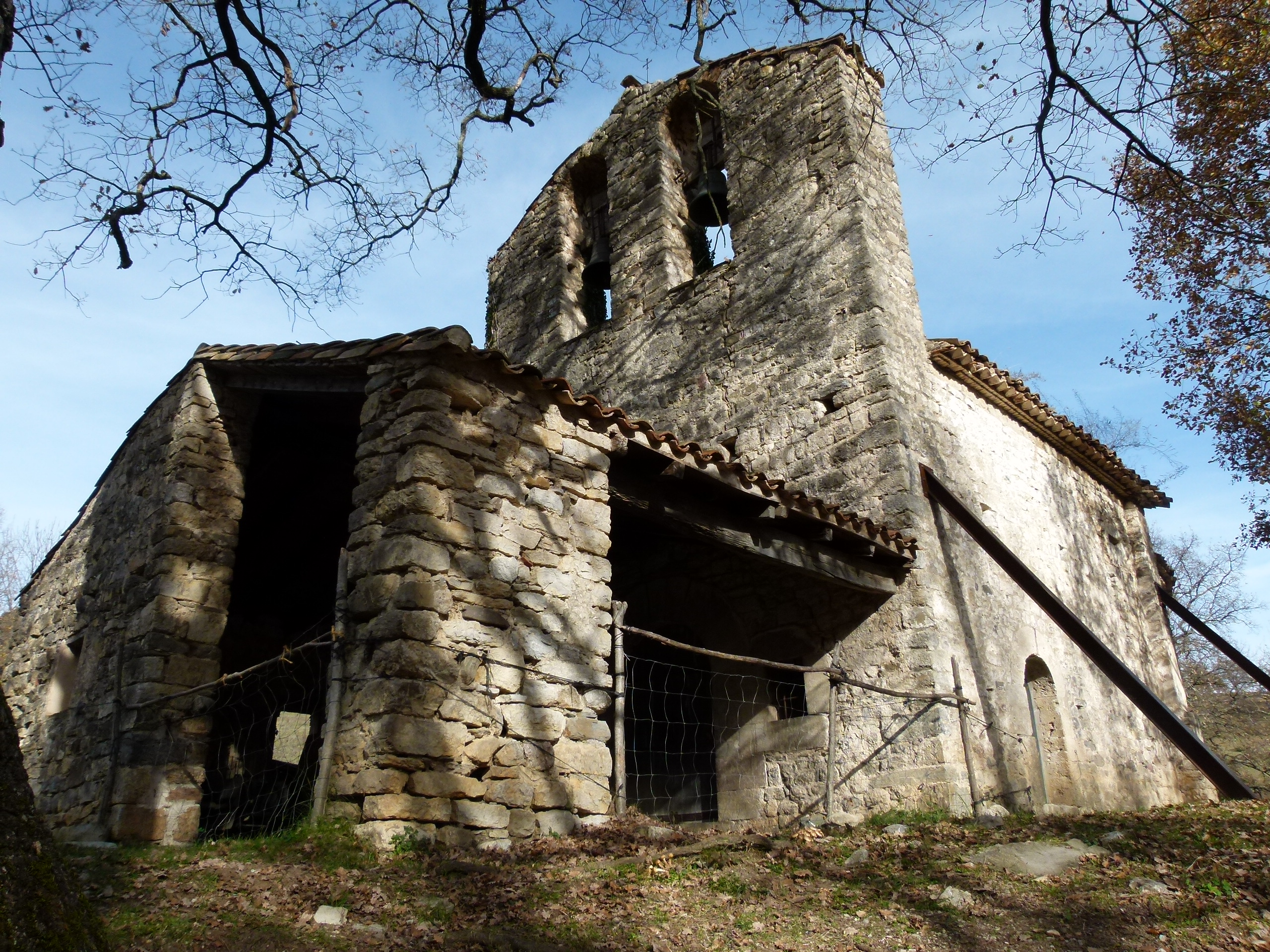
Cobert i campanar d'espadanya
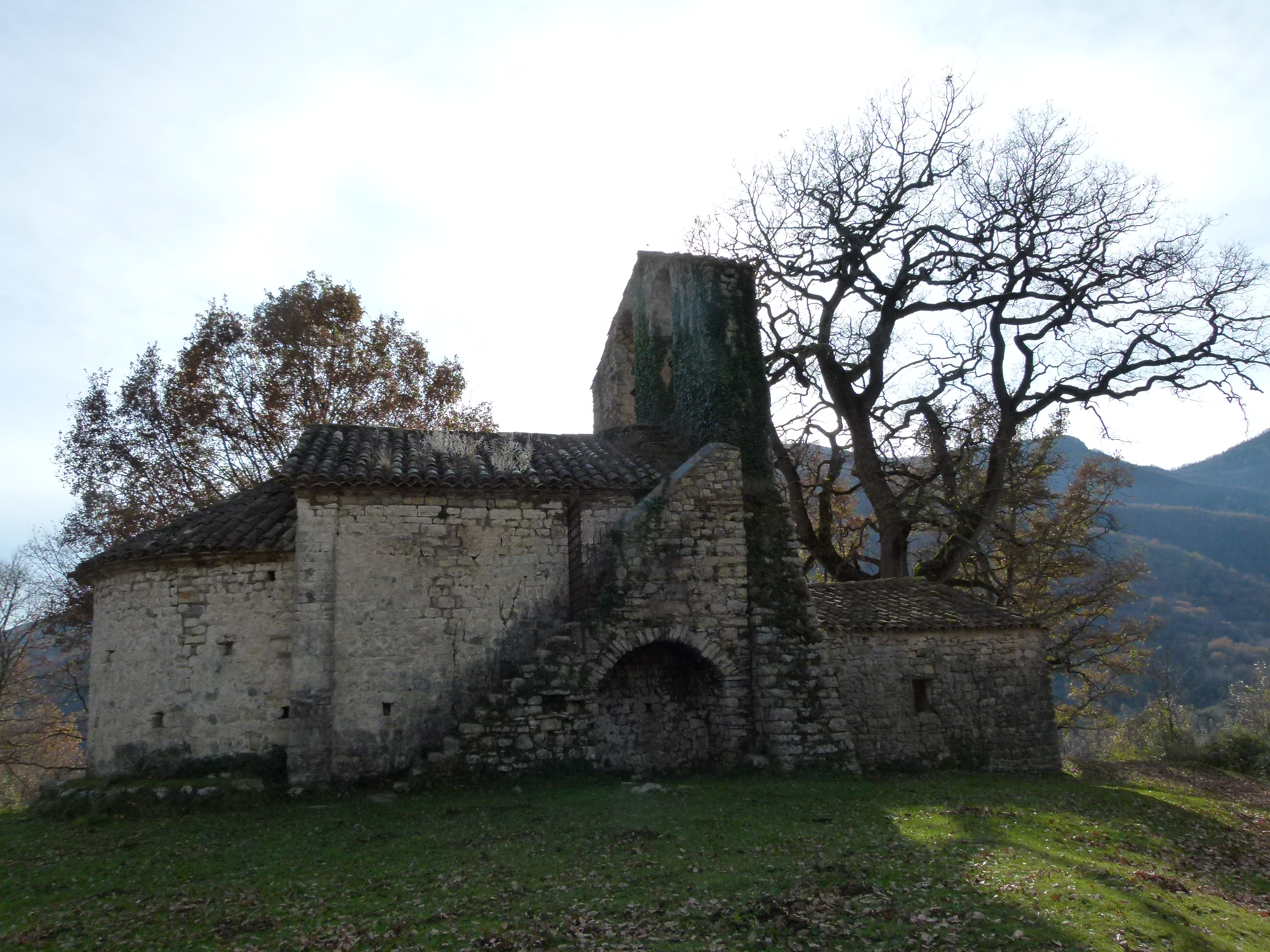
Costat nord de l'ermita
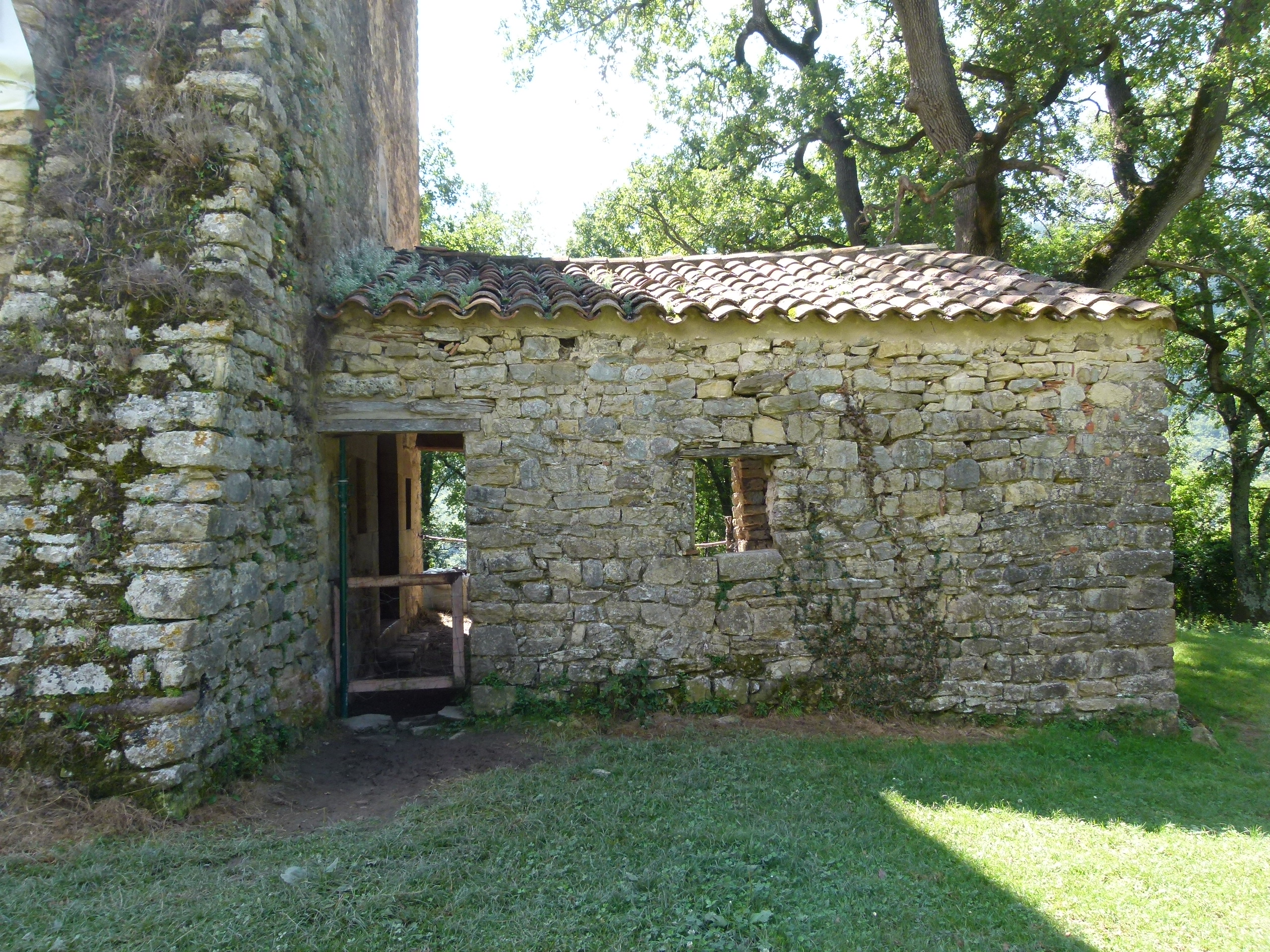
Costat nord del porxo
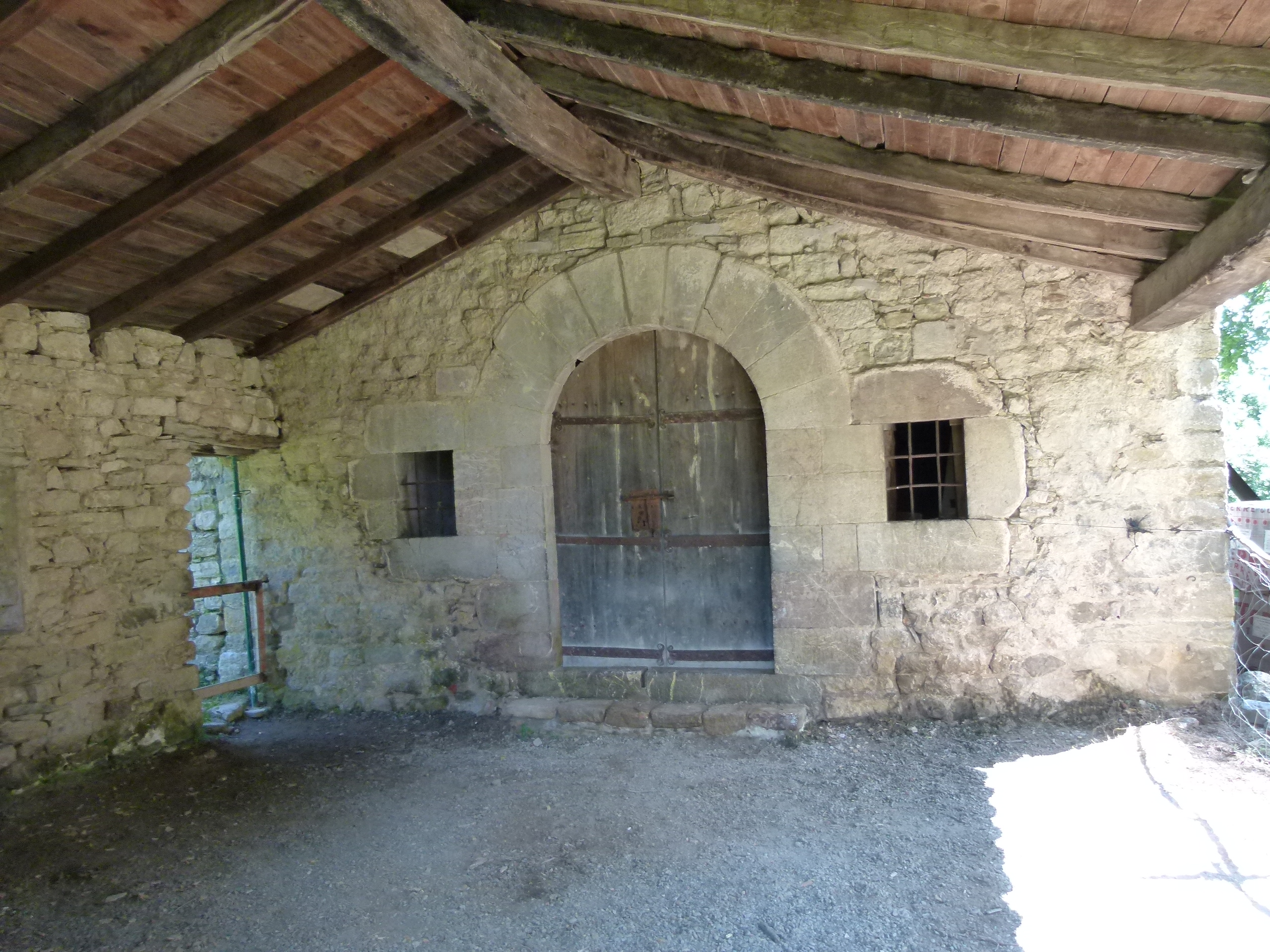
Porxo